# Вирусные заболевания
Ви́русные заболева́ния — инфекционные болезни и опухоли, вызываемые значительной частью вирусов.
Общие закономерности вирусных инфекций соответствуют наблюдаемым при любом инфекционном процессе. Главная особенность — цитотропизм и облигатный внутриклеточный паразитизм вирусов, что делает их во всех отношениях (метаболически, энергетически и экологически) зависимыми от клетки-хозяина. Как правило, ДНК-вирусы человека реплицируются в ядре клетки, а РНК-вирусы — в цитоплазме. Исключения составляют поксвирусы, ДНК которых реплицируется в цитоплазме, а также ортомиксовирусы и вирус гепатита D, РНК которых реплицируется в ядре клетки.

## Клинико-лабораторные проявления
Клинические проявления вирусных заболеваний могут широко варьировать для различных видов вирусов в пределах семейства. Представлена таблица наиболее клинически значимых вирусов.
| Род или вид                                | Семейство        | Механизм передачи                                                                                     | Заболевания | Лечение                                                                                               | Профилактика                                                                                          | Лабораторная диагностика                                                                                    |
| ------------------------------------------ | ---------------- | --- | --- | --- | --- | --- |
| Аденовирус                                 | Adenoviridae     | - воздушно-капельный (преимущественно) - фекально-оральный - половой - контактный (глазные инфекции)  | - острый фебрильный фарингит - фарингоконъюнктивальная лихорадка - эпидемический кератоконъюнктивит - детский гастроэнтерит | нет                                                                                                   | нет                                                                                                   | - нейтрализация вирусов - реакция гемагглютинации - иммуноферментный анализ                                 |
| Вирусы Коксаки                             | Picornaviridae   | фекально-оральный, воздушно-капельный                                                                 | коксаки-инфекция | нет                                                                                                   | нет                                                                                                   | культура клеток, выявление антител                                                                          |
| Вирус Эпштейна — Барр                      | Herpesviridae    | слюна                                                                                                 | - инфекционный мононуклеоз - лимфома Беркитта | нет                                                                                                   | нет                                                                                                   | - выявление антител - иммунофлуоресцентный анализ - иммуноферментный анализ - выявление нуклеиновой кислоты |
| Вирус гепатита A                           | Picornaviridae   | фекально-оральный                                                                                     | острый гепатит | иммуноглобулин (постконтактная профилактика)                                                          | - вакцинация - иммуноглобулин (постэкспозиционная профилактика) - предупреждение заражения пищи       | выявление антител                                                                                           |
| Вирус гепатита B                           | Hepadnaviridae   | все биологические жидкости (кровь, сперма, слюна, материнское молоко и т.д.)                          | - острый гепатит - хронический гепатит - цирроз печени - гепатоцеллюлярная карцинома | - иммуноглобулин - адефовир - энтекавир - пегасис - ламивудин                                         | - вакцинация - иммуноглобулин (перинатальная и постконтактная профилактика)                           | - выявление вирусных антигенов - выявление антител - выявление нуклеиновой кислоты                          |
| Вирус гепатита C                           | Flaviviridae     | - кровь - (половой)                                                                                   | - острый гепатит - хронический гепатит - цирроз печени - гепатоцеллюлярная карцинома | - пегасис - рибавирин                                                                                 | нет                                                                                                   | - выявление антител - выявление нуклеиновой кислоты                                                         |
| Вирус простого герпеса первого типа        | Herpesviridae    | прямой контакт со слюной и участками поражения                                                        | - первичная герпесвирусная инфекция - (гингивостоматит у детей, тонзиллит и фарингит у взрослых, кератоконъюнктивит) - латентная герпесвирусная инфекция (herpes labialis)                                                      | - ацикловир - фамцикловир - фоскарнет - пенцикловир                                                   | нет                                                                                                   | - иммунофлуоресцентный анализ - иммунопероксидазный метод - выявление нуклеиновой кислоты                   |
| Вирус простого герпеса второго типа        | Herpesviridae    | - половой - вертикальный                                                                              | - первичная герпесвирусная инфекция - латентная герпесвирусная инфекция - асептический менингит | - ацикловир - фамцикловир - фоскарнет - пенцикловир - цидофовир                                       | - избегание контакта с поражёнными участками - безопасный секс                                        | - культура клеток - иммунофлуоресцентный анализ - иммунопероксидазный метод - выявление нуклеиновой кислоты |
| Цитомегаловирус                            | Herpesviridae    | - слеза - моча - сперма - слюна - вагинальный секрет - материнское молоко - трансплацентарный - кровь | - инфекционный мононуклеоз - инклюзионная цитомегалия | - ганцикловир - цидофовир - фоскарнет                                                                 | нет                                                                                                   | выявление антител и нуклеиновой кислоты                                                                     |
| Герпесвирус человека 8 типа                | Herpesviridae    | | - саркома Капоши - многоочаговая болезнь Кастлемана - первичная выпотная лимфома | многие в стадии исследования                                                                          | нет                                                                                                   | выявление нуклеиновой кислоты и антител                                                                     |
| ВИЧ                                        | Retroviridae     | - половой - кровь - материнское молоко                                                                | ВИЧ-инфекция | антиретровирусная терапия                                                                             | - зидовудин (перинатально) - скрининг компонентов крови - безопасный секс                             | - выявление нуклеиновой кислоты - выявление антигенов (p24) - выявление антител                             |
| Вирус гриппа                               | Orthomyxoviridae | воздушно-капельный                                                                                    | - грипп - (синдром Рея) | - амантадин - римантадин - занамивир - осельтамивир                                                   | - вакцина для профилактики гриппа - амантадин - римантадин                                            | - реакция гемагглютинации - выявление антигенов                                                             |
| Вирус кори                                 | Paramyxoviridae  | воздушно-капельный                                                                                    | - корь - постинфекционный энцефаломиелит | нет                                                                                                   | вакцина КПК                                                                                           | выявление антител                                                                                           |
| Вирус эпидемического паротита              | Paramyxoviridae  | воздушно-капельный                                                                                    | эпидемический паротит | нет                                                                                                   | вакцина КПК                                                                                           | выявление антител                                                                                           |
| Папилломавирус человека                    | Papillomaviridae | прямой контакт                                                                                        | - гиперплазия эпителия (бородавки, папиллома гортани, бородавчатая эпидермодисплазия) 55+ (кисти/стопы) 30+ (аногенитальные/оральные/респираторные) - некоторые злокачественные опухоли (рак шейки матки, плоскоклеточные раки) | - жидкий азот - лазерная вапоризация - цитотоксические препараты - интерферон - цидофовир             | - вакцина против вируса папилломы человека - избегание контакта с поражённой тканью - безопасный секс | - визуальный осмотр - выявление антигенов - выявление нуклеиновой кислоты                                   |
| Вирус парагриппа                           | Paramyxoviridae  | воздушно-капельный                                                                                    | - круп - пневмония - бронхиолит - «простуда» | нет                                                                                                   | нет                                                                                                   | выявление антител                                                                                           |
| Вирус полиомиелита                         | Picornaviridae   | фекально-оральный                                                                                     | полиомиелит | нет                                                                                                   | полиовакцина                                                                                          | выявление антител                                                                                           |
| Вирус бешенства                            | Rhabdoviridae    | - укус животного - воздушно-капельный                                                                 | бешенство | постэкспозиционная профилактика                                                                       | пре- и постэкспозиционная профилактика                                                                | морфологическое исследование (посмертно)                                                                    |
| Респираторный синцитиальный вирус человека | Paramyxoviridae  | воздушно-капельный, алиментарный                                                                      | - бронхиолит с пневмонией - гриппоподобный синдром | (рибавирин)                                                                                           | - мытьё рук - избегание контакта - паливизумаб для лиц с высоким риском                               | выявление антител и антигенов                                                                               |
| Вирус краснухи                             | Togaviridae      | воздушно-капельный                                                                                    | - краснуха - врождённая краснуха | нет                                                                                                   | вакцина КПК                                                                                           | выявление антител                                                                                           |
| Вирус ветряной оспы                        | Herpesviridae    | воздушно-капельный                                                                                    | - ветряная оспа - опоясывающий лишай | ветряная оспа: - ацикловир - фамцикловир - валацикловир опоясывающий лишай: - ацикловир - фамцикловир | - вакцина от ветряной оспы - варицелло-зостерный иммуноглобулин                                       | - культура клеток - выявление антигенов и нуклеиновой кислоты                                               |